# Eccellenza Sicilia 2004-2005
Il campionato italiano di calcio di Eccellenza regionale 2004-2005 è stato il quattordicesimo organizzato in Italia. Rappresenta il sesto livello del calcio italiano.
Questi sono i gironi organizzati dal comitato regionale della Sicilia.

## Girone A

### Squadre partecipanti
| Club                     | Città                            | Stagione 2003-2004       |
| ------------------------ | -------------------------------- | ------------------------ |
| Akragas Calcio           | Agrigento                        | 2° in Eccellenza gir. A  |
| A.S.D. Barrese           | Barrafranca (EN)                 | 2° in Promozione gir. C  |
| A.S.D. Campobello        | Campobello di Mazara (TP)        | 7° in Eccellenza gir. A  |
| A.S. Carini              | Carini (PA)                      | 1° in Promozione gir. D  |
| S.C. Cephaledium         | Cefalù (PA)                      | 14° in Eccellenza gir. A |
| G.S. Due Torri           | Gliaca, frazione di Piraino (ME) | 7° in Eccellenza gir. B  |
| U.S.D. Empedoclina       | Porto Empedocle (AG)             | 2° in Promozione gir. D  |
| D.A. Fincantieri Calcio  | Palermo                          | 16° in Serie D gir. I    |
| A.C.D. Licata            | Licata (AG)                      | 12° in Eccellenza gir. A |
| F.C. Nissa               | Caltanissetta                    | 5° in Eccellenza gir. A  |
| N.F.C. Orlandina         | Capo d'Orlando (ME)              | 4° in Eccellenza gir. B  |
| Pol. Pro Favara          | Favara (AG)                      | 18° in Serie D gir. I    |
| F.C. Raffadali           | Raffadali (AG)                   | 6° in Eccellenza gir. A  |
| U.S. Salemi              | Salemi (TP)                      | 4° in Eccellenza gir. A  |
| A.S. Sancataldese Calcio | San Cataldo (CL)                 | 9° in Eccellenza gir. A  |
| Pol. Spar Calcio         | San Giovanni la Punta (CT)       | 8° in Eccellenza gir. A  |
| A.D. Pol. Termitana      | Termini Imerese (PA)             | 11° in Eccellenza gir. A |

### Classifica
|  | Pos. | Squadra             | Pt | G  | V  | N  | P  | GF | GS | DR  |
|  | ---- | ------------------- | -- | -- | -- | -- | -- | -- | -- | --- |
|  | 1.   | Campobello          | 70 | 32 | 21 | 7  | 4  | 53 | 25 | +28 |
|  | 2.   | Nissa               | 68 | 32 | 20 | 8  | 4  | 62 | 20 | +42 |
|  | 3.   | Licata              | 62 | 32 | 19 | 5  | 8  | 56 | 31 | +25 |
|  | 4.   | Carini              | 58 | 32 | 16 | 10 | 6  | 53 | 30 | +23 |
|  | 5.   | Spar                | 47 | 32 | 13 | 8  | 11 | 31 | 30 | +1  |
|  | 6.   | Raffadali           | 46 | 32 | 13 | 7  | 12 | 38 | 35 | +3  |
|  | 7.   | Akragas             | 45 | 32 | 13 | 6  | 13 | 41 | 39 | +2  |
|  | 8.   | Empedoclina         | 45 | 32 | 12 | 9  | 11 | 34 | 39 | -5  |
|  | 9.   | Pro Favara          | 45 | 32 | 12 | 9  | 11 | 33 | 41 | -8  |
|  | 10.  | Salemi              | 44 | 32 | 12 | 8  | 12 | 47 | 39 | +8  |
|  | 11.  | Orlandina           | 43 | 32 | 12 | 7  | 13 | 34 | 33 | +1  |
|  | 12.  | Due Torri           | 33 | 32 | 6  | 15 | 11 | 29 | 43 | -14 |
|  | 13.  | Termitana           | 28 | 32 | 6  | 10 | 16 | 27 | 40 | -13 |
|  | 14.  | Cephaledium         | 28 | 32 | 6  | 10 | 16 | 29 | 48 | -19 |
|  | 15.  | Fincantieri Palermo | 27 | 32 | 6  | 9  | 17 | 24 | 49 | -25 |
|  | 16.  | Sancataldese        | 27 | 32 | 6  | 9  | 17 | 25 | 50 | -25 |
|  | 17.  | Barrese             | 26 | 32 | 5  | 11 | 16 | 21 | 45 | -24 |

Legenda:

      Campobello promosso in Serie D 2005-2006.

      Licata ammesso ai play-off nazionali.

      Salemi, Termitana e Cephaledium retrocessi in Promozione 2005-2006 dopo play-out.

      Barrese retrocesso in Promozione 2005-2006.

#### Spareggio salvezza
|                     | Risultati       |              | Luogo e data                                          |  |
| ------------------- | --------------- | ------------ | ----------------------------------------------------- |  |
| Fincantieri Palermo | 2 - 2 (6-4 dtr) | Sancataldese | Stadio Nino Vaccara (Mazara del Vallo), 8 maggio 2005 |  |

#### Play-off
Semifinali
|        | Risultati |        | Luogo e data                                         |  |
| ------ | --------- | ------ | ---------------------------------------------------- |  |
| Nissa  | 2 - 4     | Spar   | Stadio Pian del Lago (Caltanissetta), 15 maggio 2005 |  |
| Licata | 1 - 0     | Carini | Stadio Dino Liotta (Licata), 15 maggio 2005          |  |

Finale
|        | Risultati |      | Luogo e data                                |  |
| ------ | --------- | ---- | ------------------------------------------- |  |
| Licata | 0 - 0     | Spar | Stadio Dino Liotta (Licata), 22 maggio 2005 |  |

#### Play-out
|           | Risultati |                     | Luogo e data                                      |  |
| --------- | --------- | ------------------- | ------------------------------------------------- |  |
| Due Torri | 4 - 1     | Termitana C.        | Stadio Enzo Vasi (Piraino), 15 maggio 2005        |  |
| Orlandina | 1 - 0     | Cephaledium         | Stadio Merendino (Capo d'Orlando), 15 maggio 2005 |  |
| Salemi    | 0 - 1     | Fincantieri Palermo | Stadio San Giacomo (Salemi), 15 maggio 2005       |  |

## Girone B

### Squadre partecipanti
| Club                     | Città                         | Stagione 2003-2004       |
| ------------------------ | ----------------------------- | ------------------------ |
| A.C.R.D. Acicatena       | Aci Catena (CT)               | 3° in Eccellenza gir. B  |
| Pol. Aci Sant'Antonio    | Aci Sant'Antonio (CT)         | 8° in Eccellenza gir. B  |
| Pol. Atletico Pro Mende  | Santa Lucia del Mela (ME)     | 1° in Promozione gir. A  |
| U.S. Camaro              | Camaro (quartiere di Messina) | 13° in Eccellenza gir. B |
| Pol. D. Comiso           | Comiso (RG)                   | 2° in Eccellenza gir. B  |
| A.S.D. Leonzio 1909      | Lentini (SR)                  | 13° in Serie D gir. I    |
| Co.E.Mi Misterbianco     | Misterbianco (CT)             | 1° in Promozione gir. B  |
| A.C. Palazzolo           | Palazzolo Acreide (SR)        | 10° in Eccellenza gir. B |
| U.P. Scicli              | Scicli (RG)                   | 1° in Promozione gir. C  |
| G.S. Scordia             | Scordia (CT)                  | 6° in Eccellenza gir. B  |
| A.S. Sporting Mascalucia | Mascalucia (CT)               | 5° in Eccellenza gir. B  |
| Sporting Palagonia       | Palagonia (CT)                | 14° in Eccellenza gir. B |
| A.S.D. Torregrotta       | Torregrotta (ME)              | 2° in Promozione gir. A  |
| U.S. Tortorici           | Tortorici (ME)                | 9° in Eccellenza gir. B  |
| U.S.D. Trecastagni       | Trecastagni (CT)              | 2° in Promozione gir. B  |
| A.S.D. Trinacria Gela    | Gela (CL)                     | 10° in Eccellenza gir. A |
| Pol. Villafranca Tirrena | Villafranca Tirrena (ME)      | 3° in Promozione gir. A  |

### Classifica
|  | Pos. | Squadra             | Pt | G  | V  | N  | P  | GF | GS | DR  |
|  | ---- | ------------------- | -- | -- | -- | -- | -- | -- | -- | --- |
|  | 1.   | Comiso              | 69 | 32 | 19 | 12 | 1  | 66 | 31 | +35 |
|  | 2.   | Villafranca Tirrena | 61 | 32 | 17 | 10 | 5  | 47 | 22 | +25 |
|  | 3.   | Misterbianco        | 58 | 32 | 15 | 13 | 4  | 44 | 23 | +21 |
|  | 4.   | Camaro              | 56 | 32 | 16 | 8  | 8  | 48 | 37 | +11 |
|  | 5.   | Acicatena           | 55 | 32 | 16 | 7  | 9  | 49 | 39 | +10 |
|  | 6.   | Trecastagni         | 55 | 32 | 15 | 10 | 7  | 47 | 39 | +8  |
|  | 7.   | Trinacria Gela      | 47 | 32 | 14 | 5  | 13 | 55 | 52 | +3  |
|  | 8.   | Scicli              | 45 | 32 | 14 | 3  | 15 | 39 | 40 | -1  |
|  | 9.   | Sporting Mascalucia | 45 | 32 | 13 | 6  | 13 | 38 | 42 | -4  |
|  | 10.  | Leonzio             | 44 | 32 | 13 | 5  | 14 | 41 | 42 | -1  |
|  | 11.  | Scordia             | 44 | 32 | 12 | 8  | 12 | 37 | 32 | +5  |
|  | 12.  | Palazzolo           | 41 | 32 | 10 | 11 | 11 | 38 | 38 | 0   |
|  | 13.  | Aci Sant'Antonio    | 38 | 32 | 11 | 5  | 16 | 36 | 48 | -12 |
|  | 14.  | Torregrotta         | 32 | 32 | 8  | 8  | 16 | 32 | 40 | -8  |
|  | 15.  | Atletico Pro Mende  | 32 | 32 | 8  | 8  | 16 | 28 | 41 | -13 |
|  | 16.  | Tortorici           | 15 | 32 | 4  | 5  | 23 | 16 | 54 | -38 |
|  | 17.  | Sporting Palagonia  | 11 | 32 | 2  | 6  | 24 | 27 | 68 | -41 |

Legenda:

      Comiso promosso in Serie D 2005-2006.

      Villafranca Tirrena ammesso ai play-off nazionali.

      Torregrotta e Atletico Pro Mende retrocessi in Promozione 2005-2006 dopo play-out.

      Tortorici e Sporting Palagonia retrocessi in Promozione 2005-2006.

#### Spareggio Play-off
|           | Risultati |             | Luogo e data                               |  |
| --------- | --------- | ----------- | ------------------------------------------ |  |
| Acicatena | 1 - 0     | Trecastagni | Stadio Dino Liotta (Licata), 8 maggio 2005 |  |

#### Play-off
Semifinali
|                     | Risultati |           | Luogo e data                                            |  |
| ------------------- | --------- | --------- | ------------------------------------------------------- |  |
| Villafranca Tirrena | 0 - 0     | Acicatena | Stadio Daniele Fagnani (Villafranca T.), 15 maggio 2005 |  |
| Misterbianco        | 1 - 0     | Camaro    | Stadio T. La Piana (Misterbianco), 15 maggio 2005       |  |

Finale
|                     | Risultati |              | Luogo e data                                            |  |
| ------------------- | --------- | ------------ | ------------------------------------------------------- |  |
| Villafranca Tirrena | 0 - 0     | Misterbianco | Stadio Daniele Fagnani (Villafranca T.), 22 maggio 2005 |  |

#### Play-out
|           | Risultati |                | Luogo e data                                            |  |
| --------- | --------- | -------------- | ------------------------------------------------------- |  |
| Leonzio   | 3 - 0     | Atl. Pro Mende | Stadio Angelino Nobile (Lentini), 15 maggio 2005        |  |
| Scordia   | 3 - 1     | Torregrotta    | Stadio Aldo Binanti (Scordia), 15 maggio 2005           |  |
| Palazzolo | 0 - 1     | Aci S.Antonio  | Stadio Scrofani Salustro (Palazzolo A.), 15 maggio 2005 |  |